# Río Blanco (Surire)
El río Blanco es un curso natural de agua de la Región de Arica y Parinacota que nace en las vertientes termales del cerro Guarmicoyo y entra al salar de Surire con dirección noroeste en un lecho cenegoso de 4 o 5 metros de ancho con 4 a 10 centímetros de profundidad. Bordea el cerro Oquecollo (en el centro del salar: 15 ) hasta sumirse en la parte norte del salar de Surire formando una laguna.: 104 : 84 
Tiene aguas termales.
No debe ser confundido con el río Blanco (Ajatama), afluente del río Ajatama en la Cuenca del río Camarones.

## Historia
Luis Risopatrón lo describe en su Diccionario Jeográfico de Chile de 1924:: 84 
Blanco (Rio) 18° 50’ 69° 02’. Nace de las vertientes termales vecinas al cerro. Guarmicoyo, entra al salar de Surire, donde corre hacia el NW én un lecho cenagoso de 4 a 5 m de ancho i 4 a 10 centímetros de profundidad, pasa a unos 3 kilómetros al E del cerro Oquecollo i desaparece en la parte N del salar, donde forma una pequeña laguna. 116, p. 271; 134; i 156.